# Milhouse Van Houten
Milhouse Mussolini Van Houten é um personagem ficcional criado por Matt Groening para a sitcom de animação Os Simpsons. É um estudante da Escola Primária de Springfield e o melhor amigo de Bart Simpson. Usa óculos espessos e possui agora dez anos. Sua mãe Luanne se separou de seu pai Kirk. Ele sempre foi tratado como um bebê tanto por seu pai como por sua mãe, o que o leva a guardar grande rancor deles. É aluno de Edna Krabappel e um dos garotos que mais sofre na mão da turma do Jimbo. Ele ama Lisa Simpson, mas não é correspondido.
Apesar de ser considerado "nerd", sua inteligência é mediana, com péssima habilidade para lidar com pessoas. Ele constantemente se mete em problemas causados por Bart, que chegou a colocar Milhouse na lista dos americanos mais procurados.
Já teve uma namorada mas graças a Bart, o pai dela descobriu e a levou para outra cidade. Milhouse já foi ator em um filme mas apesar de agradar o diretor acabou desistindo (ele foi Caidaço Boy, o parceiro do Homem Radioativo, super-herói dos quadrinhos favoritos de Bart). Também tomou posse da alma do Bart, mas acabou por trocá-la por uma colecção de bottons do Alf, o Eteimoso.
Milhouse é fluente em italiano graças ao convívio com sua avó italiana Sophia Van Houten. Seu tio Bastardo foi um filho ilegítimo de sua avó e um soldado americano da Segunda Guerra Mundial. 
No episódio Futuro-Drama, Milhouse é um adolescente musculoso que, por causa de sua baixa auto estima, passa muito tempo fazendo exercícios. Ele continua baixinho e tem um bigodinho fininho. Lisa é a sua namorada e teria passado o resto de sua vida ao seu lado se não fosse por Bart.

## Perfil
Milhouse é descendente de holandeses, baseado em comentários e personagens introduzidos ao longo da série. Ele tem a coloração de sua mãe, mas nada de sua confiança. Ele tem características faciais de seu pai, bem como características de personalidade primárias de seu pai (que incluem decepção, insegurança e comportamento geralmente deprimido). Milhouse é constantemente intimidado por Nelson Muntz, Jimbo Jones, Dolph Starbeam e Kearney Zzyzwicz, a tal ponto que quando Bart questiona Milhouse dizendo "Milhouse! Eu pensei que você tinha um wedgie de três horas com Nelson", no episódio "Little Orphan Millie", Milhouse simplesmente responde:" Eu tive que reprogramar". Eles muitas vezes infligem violência ao nerd Milhouse, que usa óculos grossos, sem os quais ele não pode ver.
Embora não seja antipático e tenha um número moderado de amigos entre outras crianças da escola, além do próprio Bart, Milhouse fez uma carreira de vitimização, embora seus verdadeiros antagonistas sejam os valentões do Springfield Elementary (Nelson, Jimbo, Dolph e Kearney). Em "Sideshow Bob Roberts", Jimbo, Dolph e Kearney colocaram Milhouse em adesivos e o colocaram em um carrinho de compras. Depois que Jimbo afirmou que "a múmia está pronto para sua jornada mística!", os valentões empurraram o carro com Milhouse por uma colina muito íngreme. Ele é machucado com freqüência e, em algumas ocasiões, é ferido por perigos, por exemplo, atropelado por um trem, caindo cachoeira a abaixo, recebendo choques elétricos, tendo sua cabeça polida até os ossos, e tendo seus dentes nocauteados por um disco de hóquei. Como personagem principal, ele sempre sobrevive e se recupera, muitas vezes sem mais menção a nenhum ferimento. até ela não conseguia lidar com a constante ligação dele e bloqueou o número dele.
Em uma ocasião, Bart colocou Milhouse na lista dos mais procurados do FBI, apesar de serem amigos, e tentou atrair Milhouse para um cacto. Milhouse nem sempre é subserviente a Bart; em "Bart Sells His Soul", Milhouse brincou com a ansiedade de Bart depois que Bart vendeu sua alma por US $ 5, e Milhouse exigiu US $ 50 para devolvê-lo. Em outra ocasião, Bart apresentou Milhouse à namorada e teve que explicar por que ele e Milhouse são amigos, mas não conseguiu uma boa resposta e admitiu que era devido à conveniência geográfica. Bart admitiu em "Little Orphan Millie" que ele ama o Milhouse.
Homer também às vezes zomba de Milhouse (uma vez referindo-se a Milhouse na presença do menino como "aquele pequeno wiener"). Em "Burns, Baby Burns", Larry, filho do Sr. Burns, traz Homer para comer em sua casa. O Sr. Burns estava com raiva e ele pergunta a Homer se o filho dele "atrai os idiotas e faz você falar com eles", ao que Homer responde: "Oh, o tempo todo! Você já ouviu falar desse garoto Milhouse? Ele é um pouco vaqueiro. .. ", antes de ser interrompido por Burns. Em uma tentativa de intencionalmente enfurecer seu pai, Bart declarou certa vez que se sentia "um pouco atraído por Milhouse", enfurecendo Homer. Bart e Milhouse parecem ter a mesma altura, mas no episódio "Radioactive Man".
Ele é fluente em italiano ("The Last of the Red Hat Mamas") devido a sua visita à sua avó materna, que é a língua inglesa, Sofia, na Toscana, durante duas semanas todos os anos. Ela bateu nele sempre que ele falava inglês, assim ele foi forçado a aprender italiano. Ele também começou a molhar a cama naquele verão. Ele ajuda Lisa a aprender italiano, mas não há nenhuma referência ao seu italiano ou habilidades linguísticas em qualquer outro episódio. A personalidade de Milhouse muda drasticamente quando fala italiano, tornando-se um homem suave e confiante, popular entre a comunidade italiana de Springfield no episódio.
A sequência de abertura do show, e várias cenas de prática de banda sugerem que Milhouse toca um instrumento de sopro ou metal, possivelmente clarinete ou trompete, mas todos os membros da banda Springfield Elementary, além de Lisa, são músicos muito pobres.
Milhouse é alérgico a mel, trigo, laticínios, azevinho, as partes vermelhas de bastões de doces e suas próprias lágrimas.

## Criação
Milhouse foi desenhado por Matt Groening para uma série planejada na NBC, que foi abandonada. O design foi então usado para um comercial da Butterfinger, e decidiu-se usar o personagem na série. Milhouse foi nomeado em homenagem ao presidente dos EUA, Richard Nixon, cujo nome do meio era Milhous. O nome era o "nome mais infeliz que Matt Groening poderia imaginar para uma criança". Anos antes, em uma história em quadrinhos Life in Hell de 1986 intitulada "Qual nome dar ao bebê", Groening listou Milhouse como um nome "não mais recomendado". Milhouse é um dos favoritos entre a equipe, já que Al Jean observou que "a maioria dos escritores é mais parecida com Milhouse do que com Bart". Seu sobrenome foi dado a ele por Howard Gewirtz, um escritor freelancer que escreveu o episódio "Homer Defined". Gewirtz recebeu o nome de uma das amigas de sua esposa. De acordo com Arden Myrin e Dana Gould (ex-escritor e co-produtor executivo de Os Simpsons), Rob Cohen (escritor dos Simpsons) inspirou o visual de Milhouse.